# Euxoa dsheiron
Euxoa dsheiron is een vlinder uit de familie uilen (Noctuidae). De wetenschappelijke naam is voor het eerst geldig gepubliceerd in 1938 door Brandt.
De soort komt voor in Europa.